# 拉斯埃拉斯縣

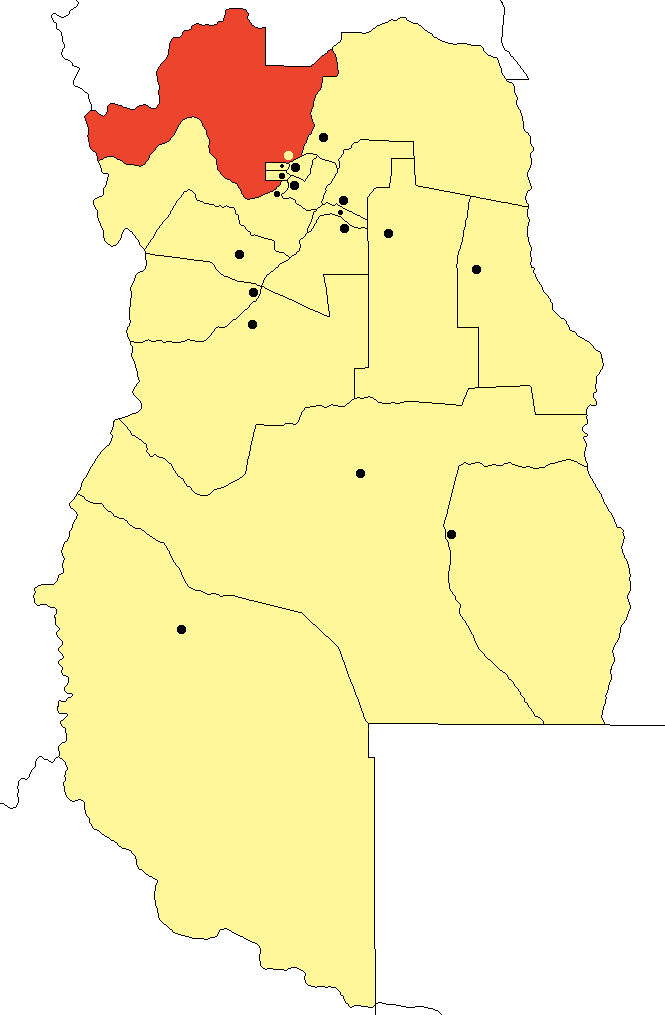

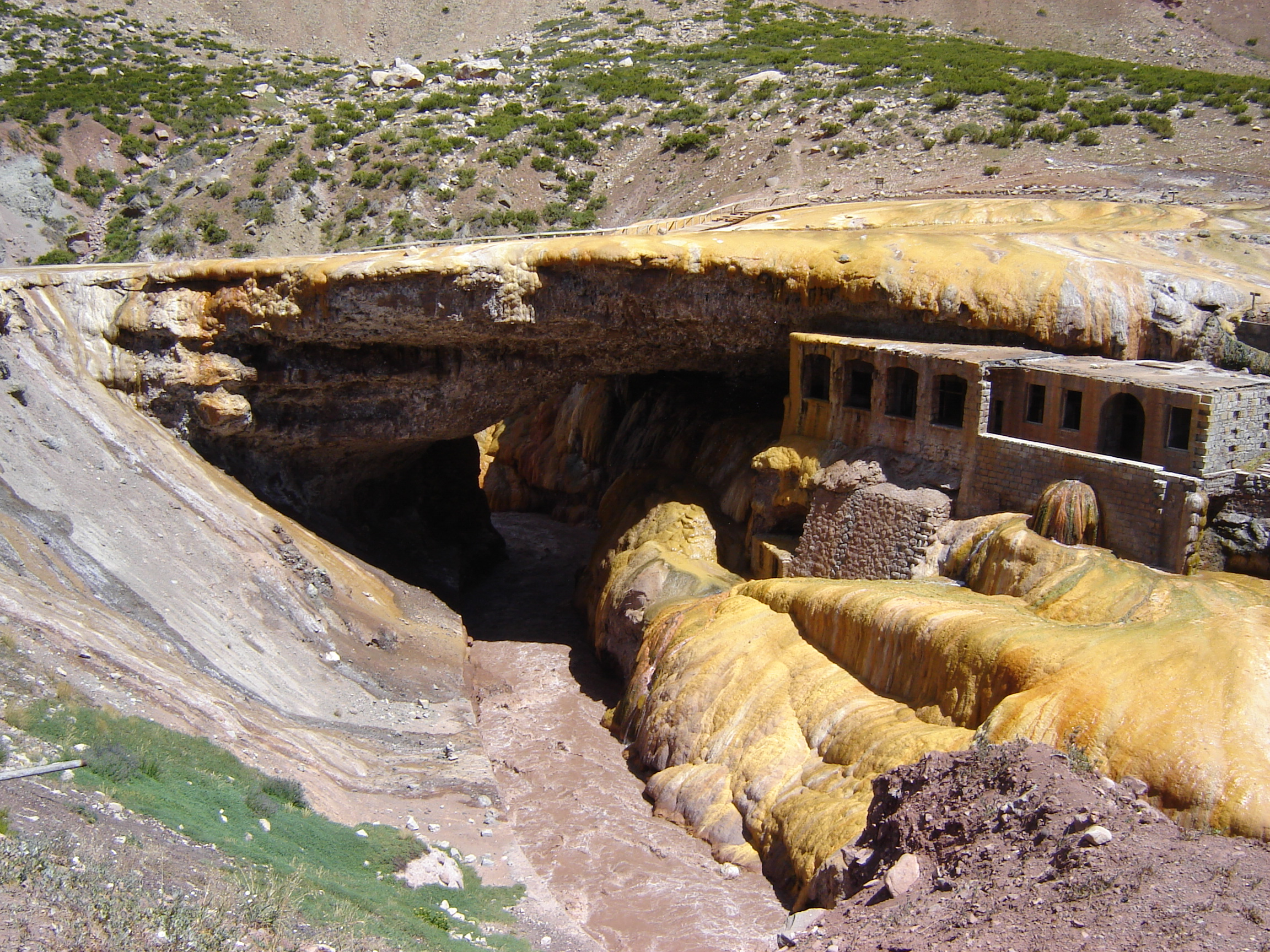

32°51′S 68°49′W / 32.850°S 68.817°W
拉斯埃拉斯縣（西班牙語：Departamento Las Heras），是阿根廷的縣份，位於該國西部門多薩省，首府設於拉斯埃拉斯，始建於1871年1月31日，面積8,955平方公里，2010年人口203,666，人口密度每平方公里22.74人。